# تسجيلات ساير
تسجيلات ساير (بالإنجليزية: Sire Records)‏ شركة تسجيلات أمريكية، مملوكة لمجموعة وارنر للموسيقى.